# Ellinge slott
Ellinge slott är ett slott i byn Ellinge i Västra Sallerups socken i Eslövs kommun. Det ligger cirka 4 kilometer sydväst om Eslöv.
Ellinge byggdes en gång som en försvarsborg och ligger vid Bråån, en biflod till Lödde å (Kävlingeån). Dessa båda åar bildade förr i tiden strategiskt en försvarslinje för södra Skåne och vid dessa ligger också de gamla befästa borgarna Skarhult, Flyinge, Viderup, Örtofta och Borgeby.
Slottets huvudbyggnad är till sin grundstomme mycket gammal, möjligen ända från 1400-talet. Under 1950-talet genomgick slottet en omfattande renovering, varvid äldre arkitekturdetaljer tillvaratogs. Slottet omges ännu av de gamla vallgravarna.
Idag (mars 2011) erbjuder slottet lokaler till uthyrning för till exempel bröllop och konferens.

## Ägarlängd
Ellinge tillhörde under medeltiden flera av Danmarks mäktigaste släkter och spelade därför en viktig roll i Danmarks historia. Först i raden av stormän på egendomen var 
1. Erland Galen i början av 1200-talet. Han hade fyra söner, vilka genom sin mor Cecilia var släkt med Danmarks främsta stormansätt Hvide och Sverkerska ätten i Sverige. Av dessa Erlandsöner blev två ärkebiskopar,
2. ärkebiskop Jacob Erlandsen och
3. ärkebiskop Erland Erlandsen, och de andra två, Jens och Niels, efter varandra ägare till Ellinge.
4. Jens Erlandsen var 1258 gilkare, det vill säga högste befälhavare, i Skåne. Vid stridigheterna rörande kungens eller kyrkans överhet mellan hans bror ärkebiskop Jacob i Lund och danske kungen Christoffer I stod Jens på sin brors sida. Sedan kungen fängslat ärkebiskopen med hjälp av prelatens egen broder Niels fick denne överta Ellinge och gilkareämbetet.
5. Niels Erlandsen lämnade gården i arv till sin son
6. Jacob Nielssen, vars son
7. Niels Jacobssen senare blev herre till Ellinge. Denne dog 1350.
8. Näste ägare var Ulf Aagesen Thott, som 1371 efterträddes av
9. Peder Axelsen Thott till Härlöv nära nuvarande Kristianstad. Hans svärson,
10. riddaren Niels Svendsen Sparre, löste till sig Ellinge 1395. Denna ätt Sparre härstammade från Jylland och förde två sparrar i sitt vapen. Kalmarunionen medförde under 1400-talet ett närmande mellan de tre nordiska länderna och Sparrarna till Ellinge var ett exempel på detta. Niels Svendsen Sparre har bland annat undertecknat förbundstraktaten mellan unionskungen Erik av Pommern och Wladislaus av Polen 1419 jämte flera andra dokument. Hans son
11. Kjeld Nielssen Sparre blev näste ägare till godset och han efterträddes av sin bror
12. väpnaren Claus Nielsen Sparre, som bebodde gården 1439 och som genom giftermål med Katarina Bielke även blev herre till Wik i Uppland samt svåger till svenske marsken och senare riksföreståndaren och kungen Karl Knutsson. Han blev trots detta trogen sitt fädernesland Danmark. Hans efterträdare, sonen
13. Niels Clausen Sparre, blev däremot genom sin uppfostran och släktskap med Sveriges ledande män, Karl Knutsson och Sten Sture den äldre, helt svensk. Han var bland annat svenskt riksråd och hövitsman på Elfsborg och en myndig, självsäker herre, som 1495 på egen hand förklarade England krig. Lyckan vände emellertid när han tog Sten Stures parti i striderna med danske kungen Hans och 1505 dömdes han skyldig till majestätsbrott och förlustig liv, ära och gods, varvid Ellinge drogs in till den
14. danska kronan och såldes år 1511 till
15. Henrik Krummedige, en av sin tids mest betydande män, som bland annat var danskt och norskt riksråd och hövitsman på Bohus. Redan före Henrik Krummediges död 1530 blev
16. Eske Pedersen Bille, gift med hans dotter Sophie Krummedige, ägare till Ellinge, Månstorp och det halländska Vallen. Vid Sören Norbys uppror mot Fredrik I 1525 blev Ellinge intaget och plundrat, eftersom Bille hörde till Fredriks män. Händelsen finns återgiven i ett brev från gårdsfogden till Eske Bille. Fogden berättar att han blivit överraskad av budskapet om fiendens annalkande och bara haft en natts frist att föra bort livsmedel och dyrbarheter. Vidare skriver han att 400 bönder kom, bröt upp dörrarna och tog till sig mat och öl. Själv hade han flytt och stått ett dygn i "det ny mag", det vill säga att han hade gömt sig i det nybyggda utedasset. Senare rapporterade han att "altsammen er vel ved magt undtagen 2 senge, som bönderne sloge i stykker". Eske Bille satt som länsman på Bergenhus i Norge 1529-37 och blev sedan ståthållare på Köpenhamns slott och rikshovmästare. Han dog 1552. Av hans många jordagods gick Ellinge till hans andre son,
17. Jørgen Eskesen Bille, senare även ägare till Vallen, som en annan bror erhållit i arv. Han dog 1601 och ärvdes av sin son
18. Eske Jørgensen Bille. Då denne dog barnlös 1619 tillträdde hans systerson
19. riksrådet Eske Laugesen Brock egendomen. Eftersom denne var den siste manlige medlemmen av sin ätt, gick godset vid hans död år 1625 till dottern
20. Brigitte Brock och hennes man Thyge Brahe till Tosterup. Kort därefter sålde de Ellinge till
21. den rike godsägaren Frands Lykke, som var gift med Brigittes syster Lisbeth Brock, och han bytte 1632 bort godset till
22. fröken Mette Barnekow. Hon bodde troligen inte på Ellinge och dog ogift åtta år senare.
23. Egendomen gick då till brorsdottern Margrete Barnekow och hennes man, vice landsdomaren i Skåne,
24. Christoffer Walkendorff. Han var en av de danska adelsmän som 1658 svor den svenske kungen trohetsed och blev introducerad på Riddarhuset.
25. Efter honom tillträdde 1690 sonen Hans Walkendorff. Det var han som 1680 fick i uppdrag att hämta den danska prinsessan Ulrika Eleonora i Köpenhamn och eskortera henne till Skottorps herrgård i Halland för att där vigas med Karl XI. Herr Hans slösade emellertid bort sitt arv så grundligt att han måste låna bröd av sina egna bönder. Han kallades därför "Hans Lånekaka". År 1714 fick han sälja Ellinge på grund av sina skulder.
26. Köpare var en betydligt bättre hushållare, nämligen grevinnan Margareta von Ascheberg på Vittskövle, dotter till fältmarskalken Rutger von Ascheberg och änka efter överste Kjell Christoffer Barnekow. Hon lät göra en besiktning av Ellinge, vilken visade att byggnaderna var kraftigt förfallna. Hennes många egendomar skiftades 1724, så att Ellinge tillföll svärsönerna
27. greve Johan August Meijerfeldt och
28. friherre Wilhelm Bennet. Den senare, som var generalmajor och landshövding och gift med hennes dotter Magdalena Eleonora Barnekow, blev samma år ensam ägare till godset. Det var han som iståndsatte den förfallna gården, varvid huvudbyggnaden grundligt förändrades och de andra byggnaderna revs.
29. Vid Wilhelm Bennets död 1740 ärvdes egendomen av dottern Christina Bennet, som gifte sig med
30. överstelöjtnanten greve Carl Fredrik Dücker.
31. Denne efterträddes av sin son Carl Fredrik Dücker.
32. Den tredje och siste Carl Fredrik Dücker dog barnlös år 1889. Under hans tid fick huvudbyggnaden sitt nuvarande utseende.
33. Efter honom tillträdde hans systerdotters son, överhovstallmästaren friherre Fredrik Wrangel af Sauss, som var gift med grevinnan Ebba Piper från Sövdeborg. De bodde aldrig på slottet utan lät iordningställa en bostad på andra sida vallgraven, den Wrangelska villan.
34. Fredrik Wrangel efterträddes år 1932 av sin son Carl Gustaf Wrangel. När denne dog år 1948 var ekonomin så dålig att hans son inte hade möjlighet att ta över godset.
35. Ellinge inköptes 1950 av industrimannen tekn. doktorn Ernst Wehtje j:r (skapare av Skånska Cementgjuteriet - Skanska) och hans maka Britta Elfverson, och deras son Hans-Christian övertog driften. 1954-56 genomgick det förfallna slottet en omfattande restaurering och upprustning under ledning av arkitekten Leon Nilson.
36. Hans-Christian Wehtjes son Mikael Wehtje är nu ägare till Ellinge, som omfattar omkring 750 hektar.